# Gabriele Zerbi
Gabriele Zerbi (Verona, 1445 – Dalmatië, 1505) was een Italiaans arts en anatoom, alsook hoogleraar geneeskunde en filosofie. Hij doceerde filosofie aan de universiteit van Padua (1467-1475), geneeskunde en filosofie aan de universiteit van Bologna (1475-1483), geneeskunde aan de universiteit Sapienza in Rome (1483-1494), en geneeskunde in Padua (1494-1505) tot zijn dood.
Padua lag in de republiek Venetië; Bologna en Rome waren steden in de Pauselijke Staat.
Tevens was Zerbi een van de lijfartsen van paus Innocentius VIII. Innocentius en zijn voorganger Sixtus IV waren de eerste pausen die instemden met lijkschouwingen in de universitaire anatomiezalen van Italië en het Heilige Roomse Rijk. Zerbi wordt als een van de grote anatomen van zijn tijd aanzien.

## Namen
Synoniemen van zijn familienaam zijn Zerbo en de’Zerbi. In het Latijn noemde hij zich Gabriel Zerbus ofwel Gabriel Gerbus of de Gerbis.

## Levensloop

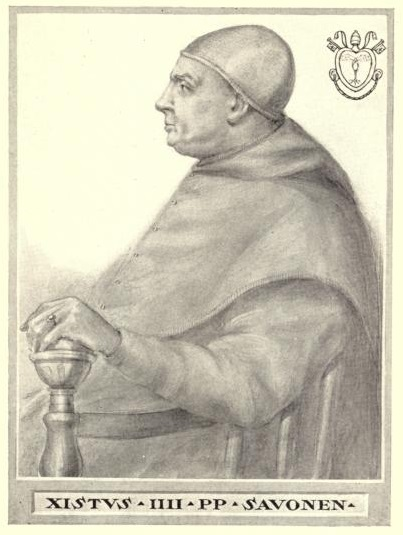
Paus Sixtus IV stimuleerde het anatomisch onderzoek

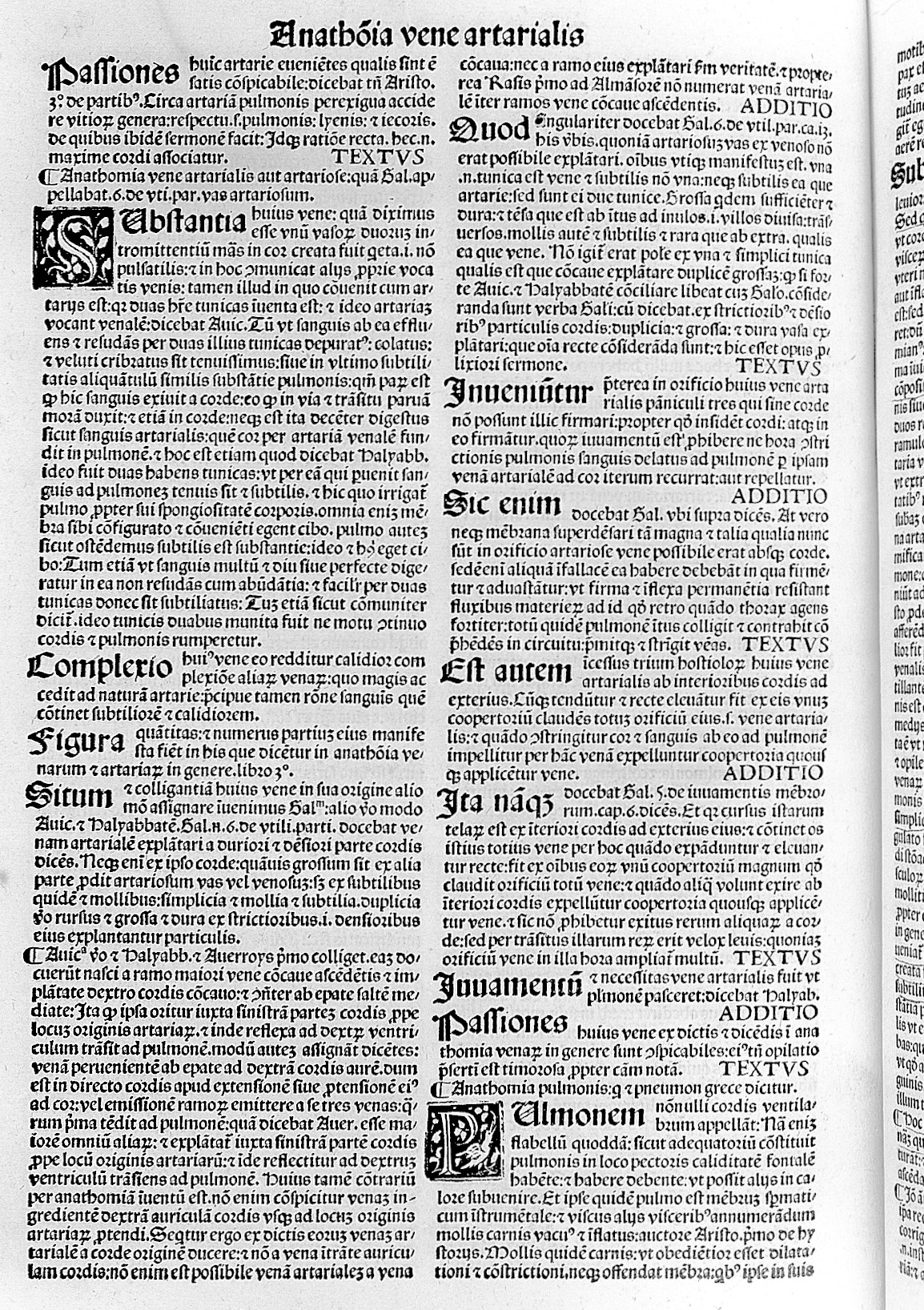
Extract uit Liber anatomiae corporis humani et singulorum membrorum illius (1502) van Zerbi

Zerbi groeide op in een gegoede familie in Verona, gelegen in de republiek Venetië. Zijn ouders lieten hem filosofie studeren (jaren 1450) aan de universiteit van Padua waar hij tot hoogleraar ‘gewone filosofie’ benoemd werd (1467). Naast het lesgeven studeerde hij geneeskunde, zodat hij doctor in de geneeskunde werd (circa 1467). 
Vervolgens verhuisde hij naar de Pauselijke Staat, naar Bologna (1475). Hier doceerde Zerbi zowel filosofie als geneeskunde, en dit tot het jaar 1483. In deze periode maakte hij de zware epidemie van builenpest mee (1477-1479).
Paus Sixtus IV trok hem naar Rome (1483). Zerbi werd hoogleraar geneeskunde aan de Sapienza. Sixtus IV had in Padua en Bologna gestudeerd en kende de praktijk van dissecties in de snijzalen. Hij steunde deze vorm van anatomisch onderzoek op mensen, naast de meer gebruikelijke dissecties op dieren. Het verbod dat de Roomse Kerk tevoren hanteerde ten aanzien van menselijke dissecties, verviel. Dit gold ook voor zijn opvolger, paus Innocentius VIII. Zerbi werd bevorderd tot een van de lijfartsen van Innocentius VIII. Zijn publicaties deden zijn faam toenemen.
In 1494 keerde Zerbi naar Padua in de republiek Venetië terug. Hij bleef er hoogleraar geneeskunde en anatomie tot zijn dood. Het was in die tijd toegelaten dat studenten medezeggenschap hadden over academische benoemingen; Padua was hierin een van de laatste Italiaanse universiteiten waar dit kon. Studenten kwamen in opstand tegen professor Zerbi en wensten hem te verwijderen. Met zijn collega Girolamo Della Torre, die 'praktijkgeneeskunde' doceerde, kwam het tot fikse ruzies. Door tussenkomst van de Senaat van Venetië mocht Zerbi blijven.
Het leven van Zerbi kende een bloederig einde. Zerbi werd namelijk naar Constantinopel, hoofdstad van het Ottomaanse Rijk, ontboden. Zerbi moest er medische zorg verlenen aan Skander, een minister van de sultan. Skander leed aan dysenterie. Hij reisde erheen met een van zijn zonen. Zerbi slaagde erin de man te genezen en deze bood Zerbi een omvangrijk pakket goud en diamanten aan uit dankbaarheid. Op de terugweg naar Venetië bleek de ziekte van Skander te hervallen. De kinderen van Skander waren ervan overtuigd dat hun vader behekst was. Ze eisten de goudschat terug, zodat de klopjacht op Zerbi begon. In een Dalmatische haven kregen de Ottomanen Zerbi te pakken. Ze sneden zijn zoon voor zijn ogen in stukken en deden nadien hetzelfde met professor Zerbi.
In uitvoering van zijn testament werd zijn lichaam begraven in de Sint-Franciscuskerk in Padua.

## Werken
Zijn medische boeken schreef hij in het Latijn. Vele boeken kenden herdrukken; hieronder staat enkel het jaar van de eerste druk. Het gaat om:
- Questiones Metaphysicae (1482)
- Gerentocomia, opus quod de senectute agit (1489). Een werk over de geriatrie.
- De Cautelis Medicorum (1495). Dit werk is een deontologisch handboek voor artsen. Het houdt het midden tussen de Eed van Hippocrates en de rooms-katholieke dogma’s.[3]
- Liber anatomiae corporis humani et singulorum membrorum illius (1502). Dit is een anatomisch handboek gepubliceerd veertig jaar voor deze van Andreas Vesalius. Omwille van de kleine Gotische lettertjes waarin het boek geschreven is, kende het weinig succes.[4] Niettemin is het een hoogtepunt van 16e-eeuwse anatomie, in de aanloop naar het werk van Andreas Vesalius.
- De anatomia infantiis et porci ex traditione Cophonis (1537).
- Libellus de preservatione corporum a passione calculosa, met onbekend jaar van eerste publicatie. Dit boek behandelt nierstenen en blaasstenen. Zerbi durfde het aan de klassieke beschrijving van Aristoteles over nieraders in vraag te stellen; hij ontwikkelde het concept van bloed dat in de nieren in urine omgezet wordt. De filterplaats noemde hij colatorium. Omdat er urine ontstaat, moest het bloed indikken in de nieren, zo beschreef hij.